# ميجا مان إكس 7
ميجا مان إكس 7 (بالإنجليزية: Mega Man X7)‏ ، وتسمى في النسخة اليابانية روك مان إكس 7 (Rockman X7) (باليابانية: ロックマンX7) وتختصر ب(MMX7) في النسخة العالمية وفي النسخة اليابانية ب(RMX7)، هي لعبة إلكترونية من نوع أكشن ومنصات ، صدرت شركة كابكوم اللعبة سنة 2003 على منصة بلاي ستيشن 2 ، وهي الجزء السابع من سلسلة ميجا مان إكس وتدور أحداثها حول بداية القرن 22 وتتحدث أيضا عن ثلاثة مغامرين ذهبوا لمحاربة جرائم المافريكز من الريبلويدز ومهاجمة قائدهم يدعى رد بتحالف مع سيجما.